# Liste der Monuments historiques in Wallers
Die Liste der Monuments historiques in Wallers führt die Monuments historiques in der französischen Gemeinde Wallers auf.

## Liste der Bauwerke
| Bezeichnung     | Beschreibung   | Standort               | Kennzeichnung | Schutzstatus | Datum | Bild           |
| --------------- | -------------- | ---------------------- | ------------- | ------------ | ----- | -------------- |
| Haushaltsschule | Erbaut 1910    | 41b, rue Taffin (Lage) | PA59000155    | Inscrit      | 2009  | weitere Bilder |
| Festsaal        | Erbaut 1910    | 41, rue Taffin (Lage)  | PA59000156    | Inscrit      | 2009  | weitere Bilder |
| Grube Arenberg  | Erbaut ab 1903 | (Lage)                 | PA00107930    | Classé       | 2010  | weitere Bilder |

## Liste der Objekte
- Monuments historiques (Objekte) in Wallers in der Base Palissy des französischen Kultusministeriums